# ۹ ارابه‌ران
۹ ارابه‌ران یک ستاره است که در صورت فلکی ارابه‌ران قرار دارد.